# برايان أفيري
برايان أفيري (بالإنجليزية: Brian Avery)‏ هو ناشط سلام أمريكي، ولد في 1979 في كونيتيكت في الولايات المتحدة.